# Hu Die
Hu Die en chino: 胡蝶; Wade-Giles: Hu Tieh; (Shanghái, 1907 o 1908-23 de abril de 1989), también conocida por su nombre inglés Butterfly Wu, fue una de las actrices chinas más populares durante las décadas de 1920 y 1930. Protagonizó The Burning of the Red Lotus Temple (La quema del templo del loto rojo), que inició la moda de las películas de artes marciales, Sing-Song Girl Red Peony (La chica de la canción roja), la primera película sonora de China, y Twin Sisters (Hermanas gemelas), que se considera su mejor película. Fue elegida la primera "Reina del Cine" de China en 1933, y ganó el premio a mejor actriz en el Festival de Cine Asiático de 1960 por su interpretación en Rear Door.

## Biografía

### Primeros años
Hu Die nació como Hu Ruihua (chino simplificado: 胡瑞华, pinyin: hú ruì huá, Wade-Giles: Hu Jui-hua) en Shanghái en 1907 o 1908, y se trasladó a Guangzhou (Cantón) cuando tenía nueve años. Su padre se convirtió entonces en inspector general del ferrocarril Pekín-Fengtian, y ella pasó gran parte de su adolescencia en ciudades del norte, como Pekín, Tianjin y Yingkou, y aprendió a hablar perfectamente mandarín, lo que más tarde supuso una gran ventaja cuando el cine chino pasó del mudo al sonoro.
En 1924, Hu Ruihua regresó a Shanghái con su familia. Cuando se abrió la Escuela de Cine de China (Zhonghua), la primera escuela de formación de actores de cine del país, ella fue la primera alumna en inscribirse. Adoptó el nombre profesional "Hu Die", que significa "mariposa", y "Butterfly Wu" en inglés (Wu es la pronunciación en shanghainés de Hu).

### Carrera
Hu Die interpretó su primer papel en la película Success, como actriz de reparto. Su primer papel importante fue en la película Autumn Stirs Resentments (El otoño provoca resentimientos, o Qiu Shan Yuan), en la que se enamoró de su coprotagonista Lin Xuehuai. La relación no prosperó y los periódicos locales se llenaron de rumores cuando rompieron su compromiso.
En 1926, Hu Die tuvo su gran oportunidad cuando fue contratada por la Compañía Cinematográfica Tianyi, uno de los principales estudios de Shanghái, dirigido por Runje Shaw (Shao Zuiweng). Tianyi satisfacía los gustos de la gente común con una rápida producción de películas. Hu Die protagonizó 15 películas en los dos años que trabajó para Tianyi. Muchas de ellas, como The Traumatic Romance of Liang and Zhu (1926) y Lady Meng Jiang (1927), fueron populares, pero no se consideraron artísticamente dignas.

### Estudio Mingxing

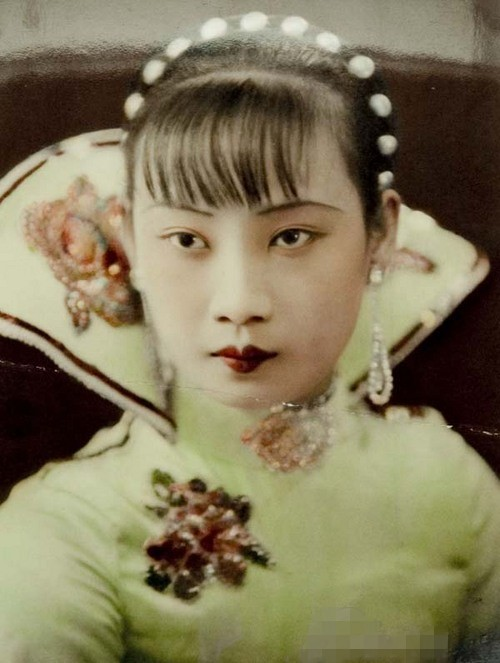
Hu Die, 1946.

En 1928, Hu Die se negó a renovar su contrato con Tianyi y firmó con la compañía cinematográfica rival Mingxing, dirigida por el empresario y director Zhang Shichuan y el escritor Zheng Zhengqiu. Tenía un sueldo de US$1.000 al mes, una gran suma en aquella época. Su primera película con Mingxing fue Tower in the White Clouds, 1928. Se hizo amiga de su coprotagonista Ruan Lingyu; las dos mujeres se convertirían en las mayores estrellas cinematográficas de China en la década de 1930. Su papel de Red Girl en la película de 1928 The Burning of the Red Lotus Temple la impulsó al estrellato. La película tuvo tanto éxito que el estudio realizó 17 continuaciones con el mismo nombre entre 1928 y 1931. Inició una moda de películas de artes marciales, pero también suscitó críticas de los intelectuales cuando los niños empezaron a descuidar sus tareas escolares para estudiar artes marciales o para incursionar en la ficción de las artes marciales.
En 1931, Hu Die protagonizó Sing-Song Girl Red Peony (dirigida por Zhang Shichuan), la primera película sonora china (aunque era sonora en disco, no en película). En comparación con otras estrellas del cine mudo, que eran en su mayoría sureños con un mandarín débil, Hu Die hizo la transición al sonido con facilidad. Apareció en más películas sonoras y pudo cantar en The Flower of Freedom, una verdadera película sonora de mayor calidad.
Hu Die protagonizó Twin Sisters (Hermanas gemelas, o Zimei Hua), dirigida por Zheng Zhengqiu en 1934, en la que interpretó hábilmente el doble papel de hermanas gemelas con personalidades muy diferentes. En general, se considera su mejor película.

### Incidente de Mukden
El 18 de septiembre de 1931, Hu Die llegó a Tianjin de camino a Pekín, donde Mingxing planeaba rodar la película Marriage of Tears and Laughter, una adaptación de la novela de Zhang Henshui. Ese mismo día, los japoneses idearon el incidente de Mukden y lo utilizaron como pretexto para lanzar la invasión de Manchuria. Zhang Xueliang, el "joven mariscal" que era el jefe del ejército del noreste, ordenó a sus soldados que se retiraran en lugar de luchar contra los japoneses. Se rumoreó que la noche en que los japoneses tomaron Mukden, el mariscal Zhang estaba bailando con Hu Die en Pekín, una grave acusación que amenazaba con dañar su reputación. Hu Die tuvo que comprar un espacio en Shen Bao, el mayor periódico de Shanghái, para desmentir el rumor, que según ella había sido iniciado por los medios de comunicación japoneses para desacreditar a Zhang Xueliang. Años más tarde, las memorias de personas cercanas a Zhang Xueliang indicaban que éste no había conocido a Hu Die en su vida, y que Zhang había recibido la orden de Chiang Kai-shek de no resistirse al enemigo, mucho más fuerte.

### Reina del cine

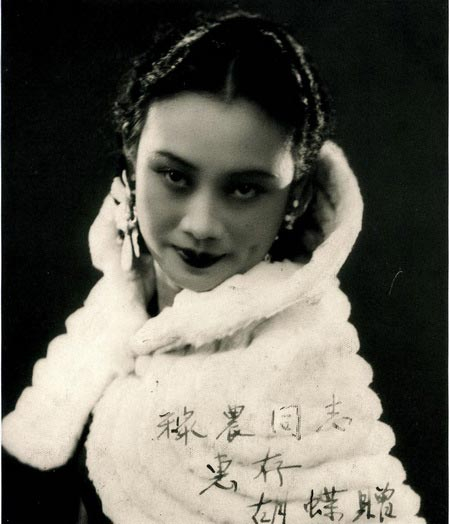
Foto autografiada de Hu Die para el actor Gong Jianong.

En 1933, el periódico Star Daily (明星日报) realizó la primera encuesta pública de China para elegir a las estrellas de cine más populares. En la encuesta participaron aficionados de todo el país, así como algunos de Japón, y los resultados se revelaron en una ceremonia pública el 28 de febrero. Hu Die fue la ganadora con 21.334 votos, más del doble que la segunda clasificada, Chen Yumei, y casi el triple de los que recibió su amiga Ruan Lingyu. Fue coronada como la primera "Reina del Cine" de China.

### Gira por Europa
En febrero de 1935, Hu Die fue invitada a formar parte de una delegación china para asistir al Festival Internacional de Cine de Moscú, en la Unión Soviética. Era la única estrella de cine en la delegación, que incluía principalmente a hombres influyentes de la industria. Llegó demasiado tarde al festival, pero fue muy bien recibida, y sus películas Twin Sisters y Orchid in a Remote Valley (o Konggu Lan) se proyectaron en Moscú y Leningrado. Desde Moscú, se fue de gira a Alemania, Francia, Inglaterra, Suiza e Italia, recibiendo una importante atención pública y un trato VIP por parte de los europeos, para quienes las estrellas de cine chinas eran una novedad. Tomó muchas notas y fotografías, y publicó un diario de viaje tras su regreso a China.

### Matrimonio

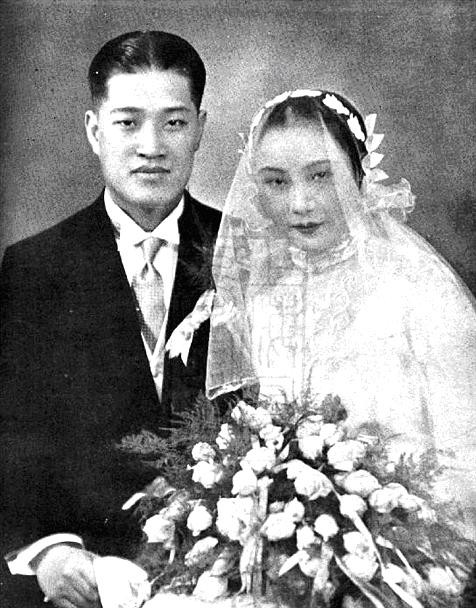
Foto de la boda de Hu Die y Pan Yousheng.

En 1931, un primo presentó a Hu Die a Pan Yousheng (潘有声), un joven empleado de una empresa comercial de Shanghái. Hu Die era prudente con su vida personal y su relación progresó lentamente hasta el otoño de 1935, cuando anunciaron que su matrimonio era inminente. Su boda fue el acontecimiento social más importante de ese año en Shanghái. Famosas estrellas de cine ejercieron de madrinas y padrinos, y estrellas infantiles fueron sus damas de honor y pajes. Hu Die estaba dispuesta a retirarse de la industria cinematográfica, como era habitual en la época tras el matrimonio de una actriz, pero con el apoyo de su marido, firmó un contrato con Mingxing para hacer una película al año. Sólo realizó una película más bajo el nuevo contrato antes de que estallara la segunda guerra sino-japonesa, y la dura batalla de Shanghái destruyera por completo Mingxing y otros estudios de Shanghái en 1937.

### Guerra sino-japonesa
Cuando el Imperio de Japón invadió y ocupó Shanghái y gran parte del este de China, Hu Die y Pan Yousheng huyeron al Hong Kong británico. Hu Die dio a luz a una hija y a un hijo durante este periodo. Pan trabajó para una empresa comercial en Hong Kong, y también hizo dos películas. Tras el estallido de la Guerra del Pacífico en diciembre de 1941, Hong Kong también cayó en manos de los japoneses. Los japoneses la presionaron para que realizara un documental titulado Hu Die on a Tour of Tokyo para su propaganda de guerra, pero Hu Die se negó a convertirse en colaboradora y planeó en secreto su huida a Chongqing, la capital de la República China en tiempos de guerra. Fue un viaje largo y tortuoso a través de la zona de guerra. Confió sus pertenencias a los clandestinos y un día salió casualmente de su casa de Hong Kong. Los partisanos de la resistencia la guiaron a través de los Nuevos Territorios hasta la provincia de Guangdong. Permaneció en Shaoguan un año y medio antes de partir hacia Guilin, en Guangxi, y no llegó a Chongqing hasta finales de 1943.
Poco después de llegar a Chongqing, Hu Die protagonizó la película The Road to Nation Building (El camino hacia la construcción de la nación) para ayudar al esfuerzo bélico. Mientras rodaba en Guilin, los japoneses lanzaron la gran ofensiva Operación Ichi-Go. El equipo de rodaje perdió todo su equipo y tuvo que unirse a las decenas de miles de refugiados que huían a pie del frente de guerra. The Road to Nation Building fue la única película inacabada de Hu Die, que más tarde describió el incidente como "el momento más trágico de mi vida".
Durante su estancia en Chongqing, Hu Die se relacionó con el poderoso maestro de espionaje Dai Li. Había sido presentada a Dai Li en Shanghái por su colega Xu Lai, casada con un amigo íntimo de Dai Li. Según las memorias de Shen Zui, lugarteniente de Dai Li, Hu Die se convirtió en la amante de Dai Li durante este periodo.

### Después de la Segunda Guerra Mundial

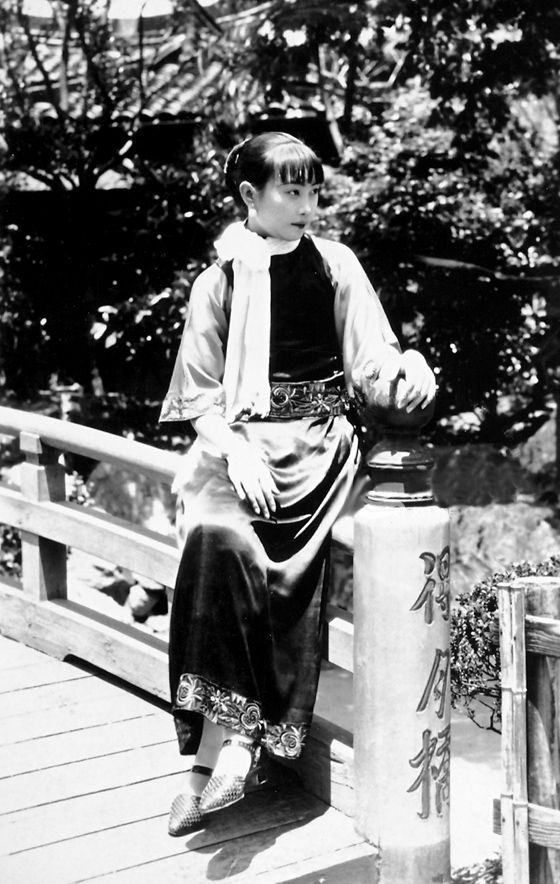
Hu Die, fotografía de Wang Kai Studio

Hu Die regresó a Shanghái tras la rendición de Japón en 1945. Dai Li murió en un accidente de avión en marzo de 1946. En plena guerra civil china, Hu Die se trasladó con su marido a Hong Kong en 1946. Pan Yousheng fundó una empresa dedicada a la fabricación de termos con la marca Butterfly, y promocionó activamente su producto homónimo en Hong Kong y el sudeste Asiático. Vivieron unos años felices juntos, hasta que Pan murió poco después de que le diagnosticaran un cáncer de hígado en 1958.
Tras la muerte de su marido, Hu Die regresó a la industria cinematográfica en 1959, asumiendo ahora papeles de mujer mayor, a los que tardó en adaptarse. Realizó varias películas para el estudio Shaw Brothers, empresa sucesora de Tianyi, y su interpretación en Rear Door (Puerta trasera o Houmen), de Li Han-hsiang, le valió el premio a mejor actriz en el Séptimo Festival de Cine Asiático celebrado en Tokio en 1960.
Hu Die se retiró en 1966 tras una carrera de más de cuatro décadas. Se dice que en 1967 se casó con un admirador llamado Zhu Fangkun (o Song Kunfang), que la había apoyado económicamente en el difícil periodo que siguió a la muerte de Pan Yousheng. En 1975 emigró a Vancouver, Columbia Británica, para reunirse con su hijo. Llevaba una vida discreta y evitaba llamar la atención utilizando el nombre de Pan Baojuan. En 1986 dictó sus memorias, que aparecieron por primera vez en forma de serie en el United Daily News de Taiwán, y se publicaron en la China continental en 1987. Murió el 23 de abril de 1989, tras sufrir un derrame cerebral.

### Hija ilegítima
Hu Die tuvo una hija ilegítima llamada Hu Ruomei (胡若梅), más tarde rebautizada como Hu Yousong (胡友松), que nació en 1939. Se desconoce la identidad de su padre. Fue criada por una madre adoptiva y permaneció en China continental cuando Hu Die se trasladó a Hong Kong. En 1966, Hu Yousong se casó con Li Zongren, que había sido brevemente presidente de la República de China y era 49 años mayor. Tras la muerte de Li Zongren en 1969, fue perseguida durante la Revolución Cultural y posteriormente se convirtió en monja budista.